# Cortemaggiore
Cortemaggiore is een gemeente in de Italiaanse provincie Piacenza (regio Emilia-Romagna) en telt 4299 inwoners (31-12-2004). De oppervlakte bedraagt 36,8 km², de bevolkingsdichtheid is 116 inwoners per km².
De volgende frazioni maken deel uit van de gemeente: Chiavenna Landi, San Martino in Olza.

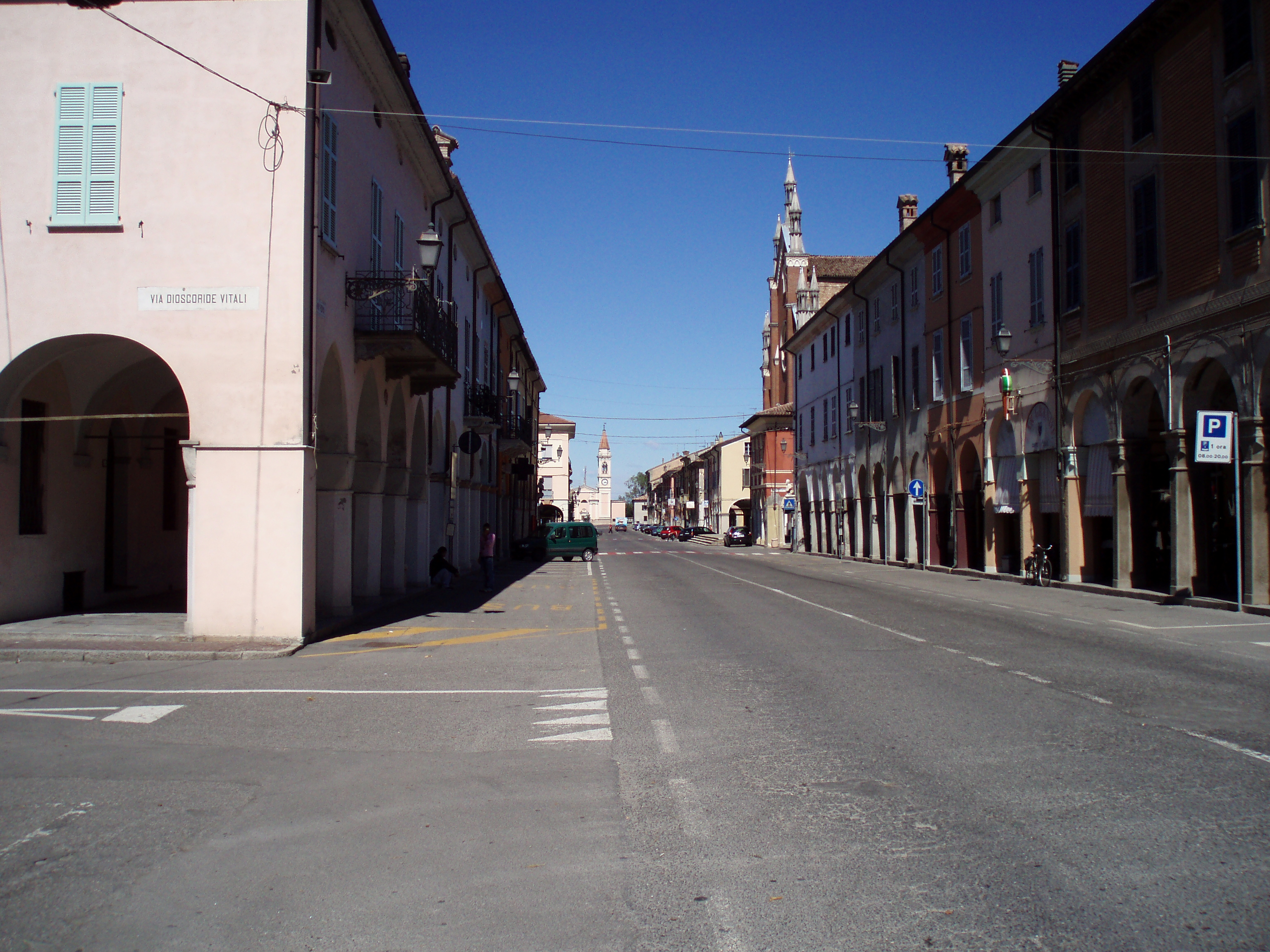
Cortemaggiore
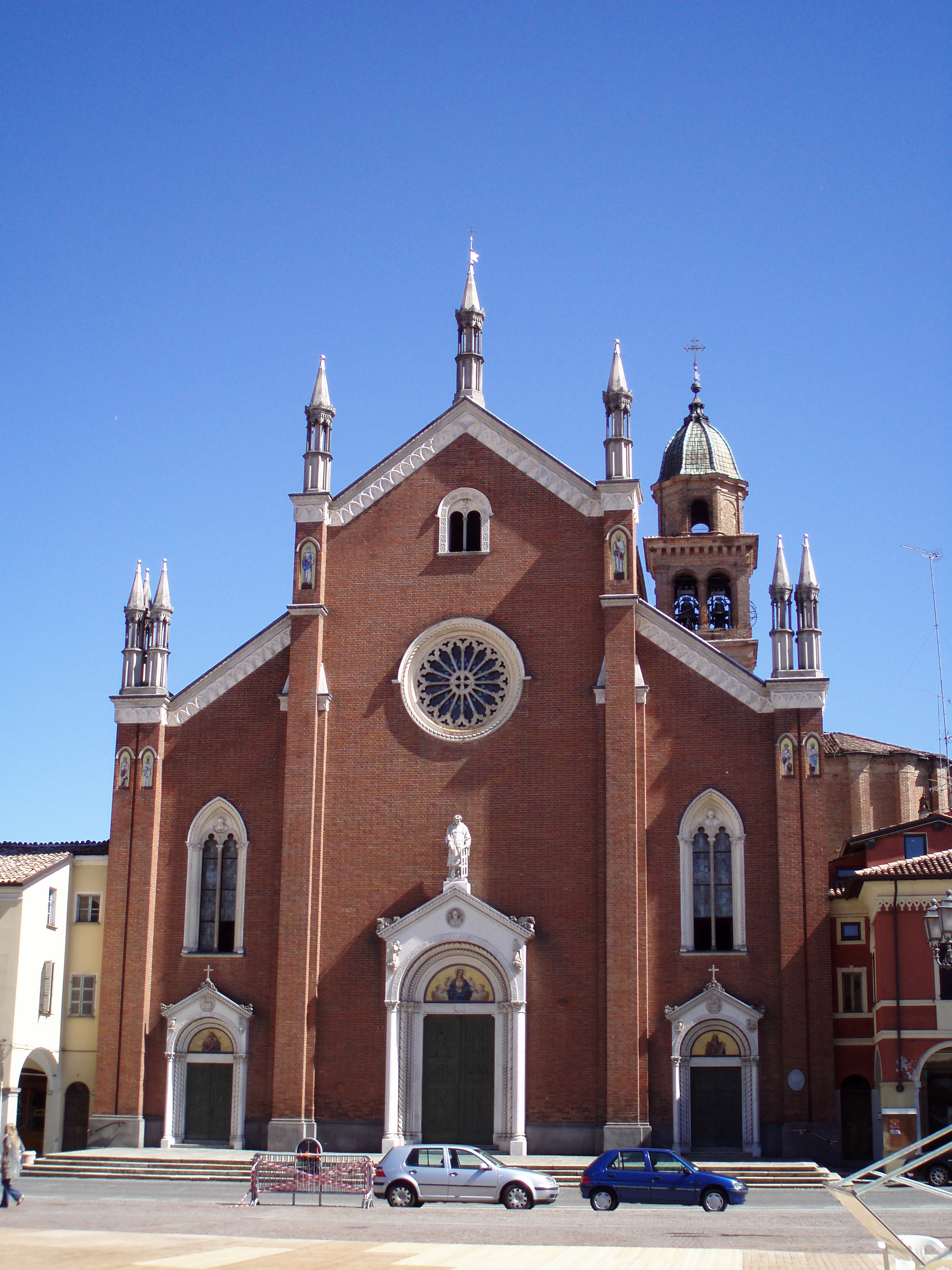
Collegiata

## Demografie
Cortemaggiore telt ongeveer 1770 huishoudens. Het aantal inwoners daalde in de periode 1991-2001 met 6,9% volgens cijfers uit de tienjaarlijkse volkstellingen van ISTAT.
| Jaar | Inwoneraantal |
| ---- | ------------- |
| 1991 | 4481          |
| 2001 | 4172          |

## Geografie
De gemeente ligt op ongeveer 50 m boven zeeniveau.
Cortemaggiore grenst aan de volgende gemeenten: Besenzone, Cadeo, Caorso, Fiorenzuola d'Arda, Pontenure, San Pietro in Cerro, Villanova sull'Arda.

## Geboren in Cortemaggiore
- Ranuccio II Farnese (1630-1694), hertog van Parma en Piancenza